# ریزگوه‌دندان
ریزگوه‌دندان (نام علمی: Nanogomphodon) نام یک سرده از راسته ددکمانان است.